# Lady Kate
Lady Kate je česká symphonic metalová hudební skupina založená roku 2007 bubeníkem Ondřejem Němcem. Vedle Ondřeje Němce patřili k původním členům baskytarista Stanislav Habich, kytarista Tomáš Kantor, kytarista Milan Dufek, klávesista Jaroslav Petrovič a zpěvačka Kateřina Slavětínská. V této sestavě hrála skupina do roku 2012. Z původní sestavy zůstal v kapele pouze bubeník Ondřej Němec a baskytarista Stanislav Habich. Od roku 2018 kapela hraje ve čtyřčlenné sestavě. Ondřej Němec (bicí nástroje), Stanislav Habich (baskytara), Aneta Nosková (zpěv) a Jaroslav Jelínek (kytara).

## Historie
V roce 2009 vydala Lady Kate své první CD s názvem Forever. S novým CD se kapela prezentovala na rozhlasové stanici Gothic a RockMax. V lednu 2010 vydala kapela první DVD s názvem Rock show. V následujícím roce již vystupovala na festivalu na Noc plná hvězd v Třinci a poté pozvala do Česka německou kapelu Xandria. V roce 2011 vyšlo nové CD The Power of Music, a poprvé došlo ke změnám v obsazení hudebníků. Odešla zpěvačka Kateřina Slavětínská a klávesista Jaro Petrovič. Novou zpěvačkou se stala Stáňa Kalendová.
V roce 2012 nahradil kytaristu Tomáše Kantora mladý kytarista Jakub Čuda. Začátkem roku 2013 kapela připravila podklady pro nové CD s novou zpěvačkou Štěpánkou Schneiderovou.
V roce 2015 vydala Lady Kate nové CD s názvem Millenium. V polovině roku 2016 přišla do kapely nová zpěvačka Aneta Nosková a společně vydali nové CD s názvem Tears of Love. Koncem roku 2017 prezentovala kapela Lady Kate v TV Rebel a Rock Radiu nové skladby. V roce 2018 z časových důvodů odešel kytarista Jakub Čuda a Milan Dufek. Nahradil je nový kytarista Jaroslav Jelínek.
Začátkem roku 2022 vydala kapela CD See the signs. Na jaře 2023 vydal Ondřej Němec společně se spisovatelkou Pavlou Teplou Janákovou knihu s názvem Zpověď rockera …když se sen stane skutečností a naopak, ve které otevřeli zákulisí rockového prostředí a svých hudebních kolegů (Daniel Krob).

## Diskografie
- 2009 – Forever
- 2011 – The Power Of Music
- 2015 – Millenium
- 2017 – Tears of love
- 2022 – See the signs
- 2023 - Best of 2023